# Venus-Frauenspiegel
Der Venus-Frauenspiegel (Legousia speculum-veneris), auch Großer Venusspiegel oder Gewöhnlicher Frauenspiegel genannt, ist eine Pflanzenart aus der Gattung Frauenspiegel (Legousia) in der Familie der Glockenblumengewächse (Campanulaceae). Er blüht von Juni bis August.

## Erscheinungsbild
Die einjährige krautige Pflanze erreicht eine Wuchshöhe von 10 bis 40 cm. Sie ist aufrecht bis niederliegend, verzweigt und meist kahl. Die unteren Blätter sind gestielt und verkehrt-eiförmig, die oberen sind breit-lanzettlich und sitzend. Sie sind 1 bis 3 cm lang, ganzrandig oder wellig gezähnt. 
Die Blüten sind gestielt und sitzen in end- und seitenständigen, wenigblütigen Trauben oder Rispen. Die Krone ist ausgebreitet und hat einen Durchmesser von etwa 2 bis 2,5 cm. Sie ist fast bis zum Grunde geteilt, dunkelviolett und außen heller gefärbt. Sie besitzt fünf breite, kurz zugespitzte Zipfel. Diese sind so lang wie oder länger als die Kelchzipfel. Diese stehen zur Fruchtreife ab. Die Kelchzipfel sind schmal-linealisch und zugespitzt. 
Die Frucht ist 1 bis 1,5 cm lang.
Die Chromosomenzahl beträgt 2n = 30.

## Ökologie
Die Blüten sind streng vormännliche, blauviolette „Stieltellerblumen“ mit zentralem weißem Saftmal. Es findet eine reiche Produktion von Nektar statt. Bemerkenswert sind die periodischen Schließbewegungen: Die Blüten öffnen sich morgens und schließen sich spät am Nachmittag. Spontane Selbstbestäubung ist nicht selten; gelegentlich findet auch Kleistogamie statt. Als Bestäuber wurden Zweiflügler beobachtet. Blütezeit ist von Juni bis August.
Die Frucht ist eine sich unterhalb der Spitze 3-klappig öffnende Porenkapsel. Die leichten hartschaligen Samen sind Wind- und Tierstreuer, Körnchenflieger; dazu erfolgt eine Menschenausbreitung als Kulturfolger. Fruchtreife ist ab September.

## Verbreitung

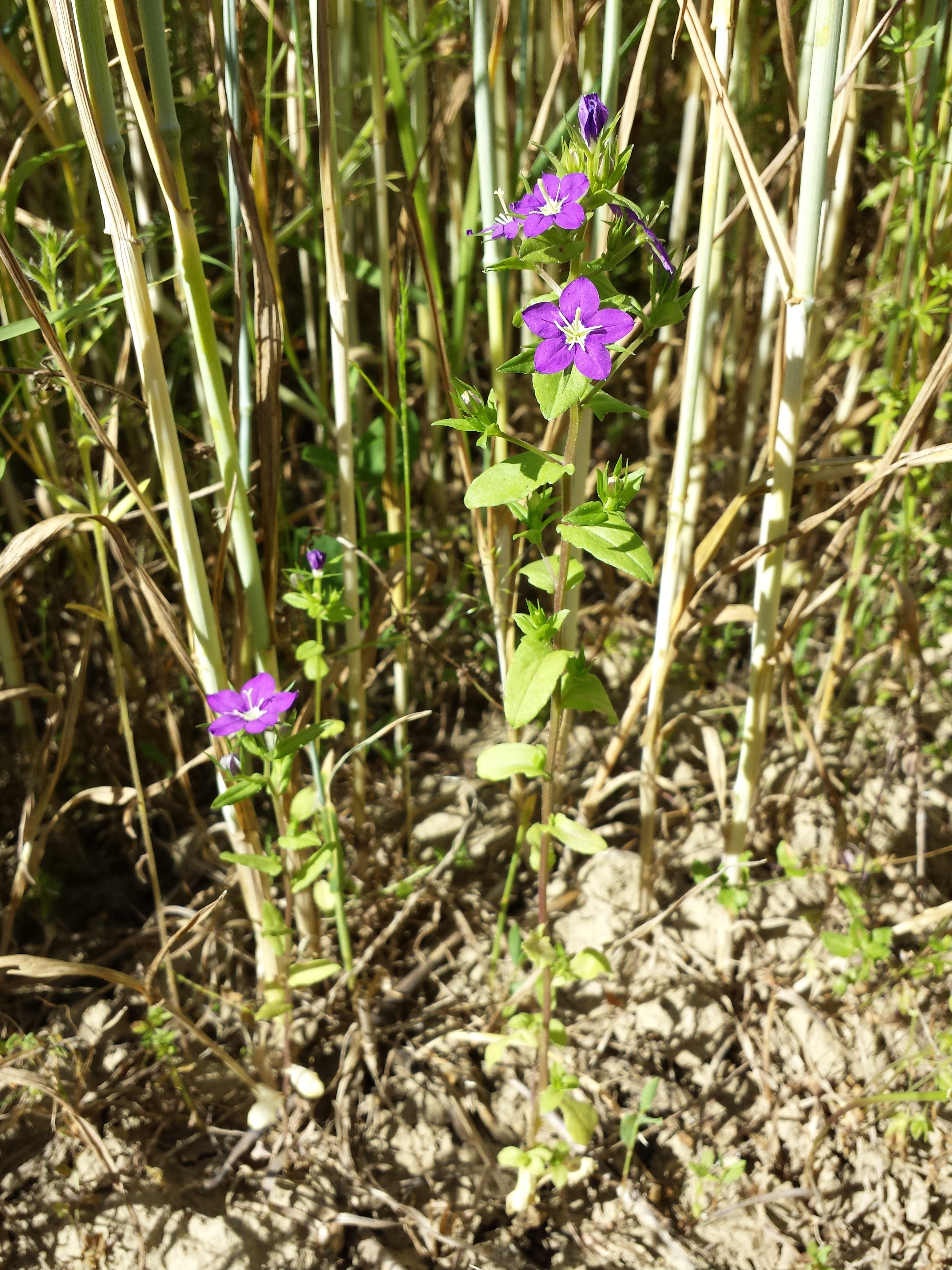
Habitus

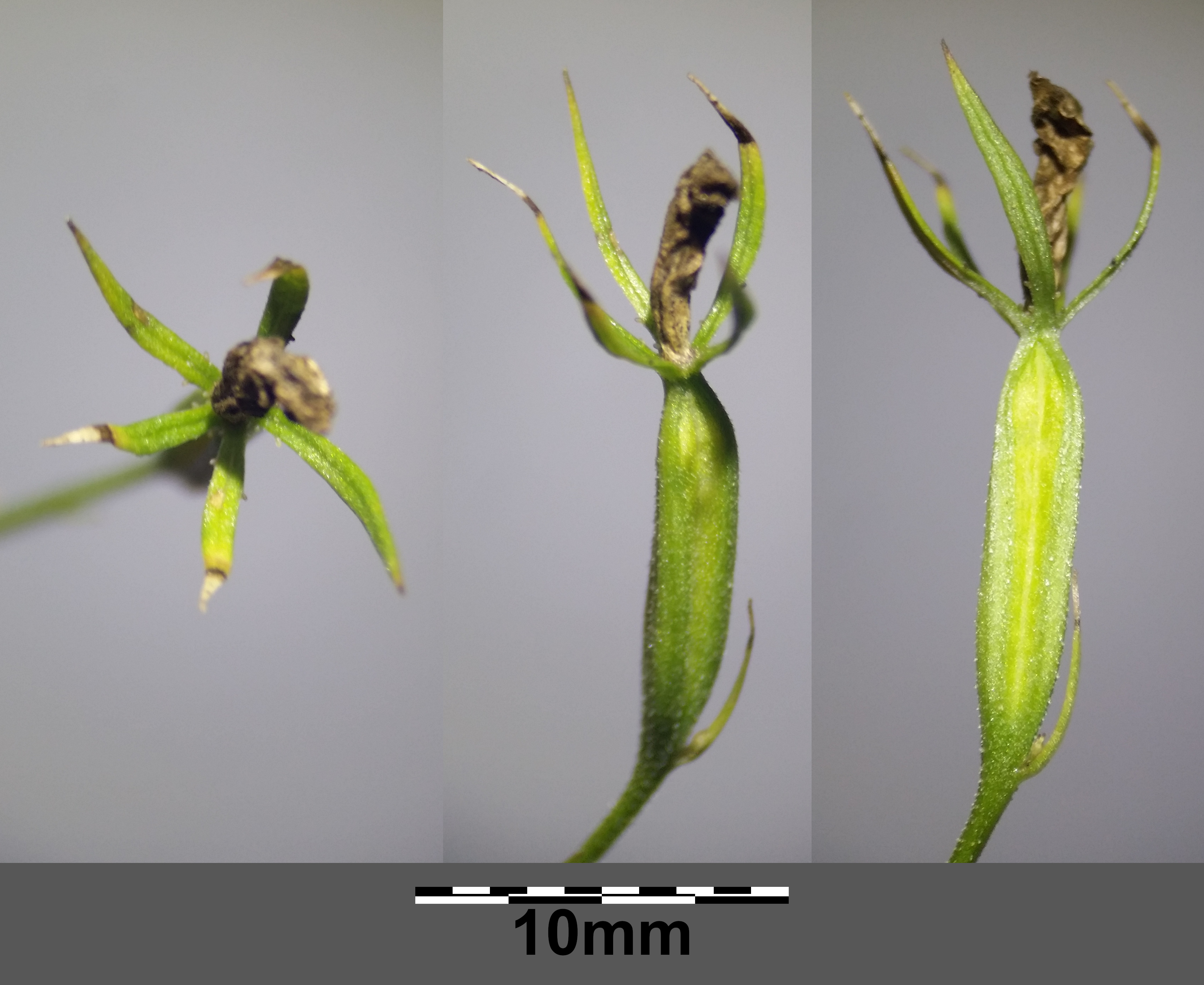
Junge Frucht

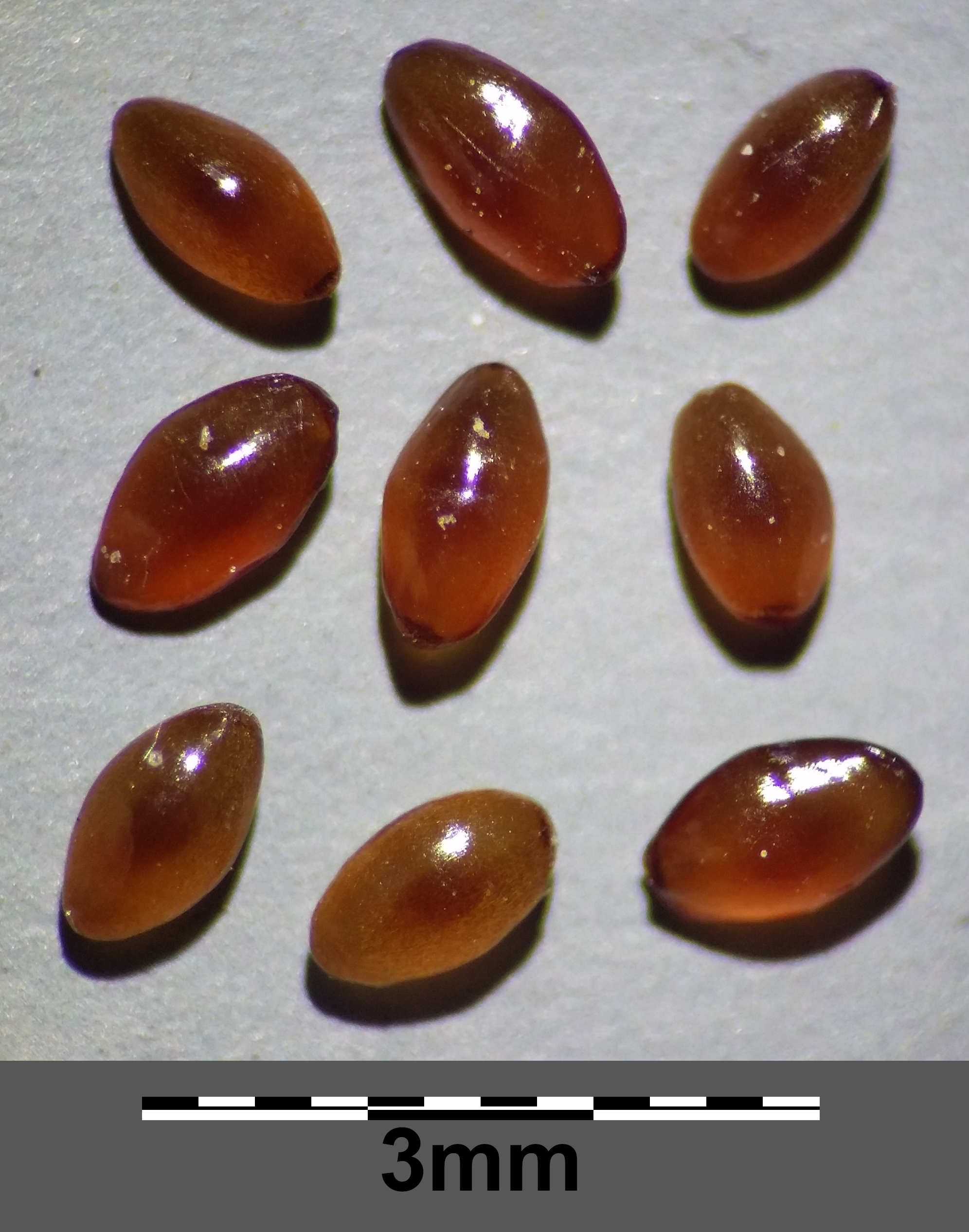
Samen

### Standortansprüche
Der Venus-Frauenspiegel wächst zum Teil unbeständig in Getreidefeldern oder in Weinbergen auf sommerwarmen, mäßig-frischen, nährstoff- und basenreichen, meist kalkhaltigen Lehm- und Tonböden. Er ist in Mitteleuropa pflanzensoziologisch eine Charakterart des Verbands Caucalidion lappulae.

### Allgemeine Verbreitung
Legousia speculum-veneris kommt von Süd- bis Mitteleuropa und nach Osten bis Westasien (Iran) und im Süden bis Nordafrika und Arabien vor. Die Art ist ein submediterran-mediterranes Florenelement. In Österreich und in der Schweiz kommt die Art zerstreut bis selten vor.

### Verbreitung in Deutschland
Der Venus-Frauenspiegel kommt in Deutschland im Westen und Süden zerstreut vor. Er fehlt unter anderem in den Alpen und ist im übrigen Gebiet gelegentlich verschleppt aufzufinden.

### Verbreitung in der Schweiz
In der Schweiz kommt der Venus-Frauenspiegel vor allem im Mittelland und Jura vor, in den Alpen dagegen nur sehr vereinzelt. Die ökologischen Zeigerwerte nach Landolt et al. 2010 sind in der Schweiz: Feuchtezahl F = 2+w (frisch aber mäßig wechselnd), Lichtzahl L = 4 (hell), Reaktionszahl R = 4 (neutral bis basisch), Temperaturzahl T = 4+ (warm-kollin), Nährstoffzahl N = 3 (mäßig nährstoffarm bis mäßig nährstoffreich), Kontinentalitätszahl K = 3 (subozeanisch bis subkontinental).

## Ökologie
Der Venus-Frauenspiegel wurzelt bis zu 15 cm tief und ist lichtliebend. Die Blüten zeigen Schlafbewegungen.

## Artenschutz
Gefährdung in Deutschland: Kategorie 2: stark gefährdet, 
Gefährdung in der Schweiz: Kategorie VU: verletzlich (vulnerable), 
Gefährdung in Österreich: Kategorie r: regional gefährdet.

## Taxonomie
Der Venus-Frauenspiegel wurde 1753 von Carl von Linné in Species Plantarum Band 1 Seite 168 als Campanula speculum-veneris erstbeschrieben. Linné schrieb dort "Speculum, ♀", was nach den Internationalen Regeln der Botanischen Nomenklatur als "Speculum-veneris" zu schreiben ist. Die Art wurde 1786 von Dominique Chaix in Dominique Villars: Histoire des Plantes de Dauphiné Band 1 Seite 338 als Legousia speculum-veneris (L.) Chaix in die Gattung Legousia gestellt. 